# Lupiči paní domácí
Lupiči paní domácí (v anglickém originále The Ladykillers) je americká filmová komedie z roku 2004. Režisérem filmu je duo Ethan Coen a Joel Coen. Hlavní role ve filmu ztvárnili Tom Hanks, Irma P. Hall, J. K. Simmons, Marlon Wayans a Tzi Ma.

## Děj
Paní Marva Munsonová, starší a silně věřící vdova, žije poklidným životem v malém městečku u řeky Mississippi. Jednoho dne ji navštíví výmluvný profesor Goldthwaite Higginson Dorr, který projeví zájem o pronájem pokoje v jejím domě. Profesor, který působí jako vzdělaný milovník renesanční hudby, požádá rovněž o možnost využívat sklep k "hudebním zkouškám" svého kvinteta. Ve skutečnosti je Dorr šéfem skupiny zlodějů, kteří plánují rafinovanou loupež v blízkém kasinu.
Gang zahrnuje pestré charaktery: Lumpa, hloupého a naivního bývalého hráče amerického fotbalu; Gartha Pancakea, odborníka na výbušniny, který trpí syndromem dráždivého tračníku; vietnamského generála, mlčenlivého experta na tunelování; a Gawaina, drzého mladíka, který si zajistí práci v kasinu jako údržbář, aby gang měl informace z první ruky. Paní Munsonová však o pravém účelu jejich přítomnosti nemá tušení.
Skupina začne kopat tunel ze sklepa domu paní Munsonové směrem ke kasinu. Aby předešli podezření, předstírají, že hrají renesanční hudbu, přičemž zvuky pocházejí z kazetového přehrávače. Během práce čelí mnoha komplikacím. Gawain přijde o práci v kasinu a Pancake při nehodě s výbušninami přijde o prst, který odnese paní Munsonové kočka jménem Pickles. Přes všechny problémy se gang nakonec dostane do trezoru kasina a odnese si kořist.
Plán naruší paní Munsonová, která odhalí, co se ve sklepě děje, a důrazně trvá na tom, aby gang peníze vrátil a šel s ní v neděli do kostela. Dorr se ji snaží přesvědčit, že peníze patří zkorumpovanému kasinu a jejich ztráta každého akcionáře vyjde jen na jeden cent, což by mohlo být považováno za dobrý skutek. Dokonce navrhne, že část peněz daruje její oblíbené biblické škole, Bob Jones University. Paní Munsonová však zůstává neoblomná.
Gang se rozhodne, že jediným řešením je paní Munsonovou zabít. Neochotní spáchat vraždu, losují stéblo slámy, aby určili, kdo úkol splní. Vyjde to na Gawaina, který však selže, protože si při pokusu o vraždu připomene svou matku. Dojde k hádce mezi ním a Pancakem, která skončí tím, že Gawain je nešťastnou náhodou zastřelen. Jeho tělo je odhozeno z mostu na proplouvající odpadní bárku, což se stane opakujícím se motivem při odklízení těl.
Pancake poté zradí gang a pokusí se utéct s celou kořistí. Generál ho však uškrtí a jeho tělo skončí na stejné bárce. Losování určí jako dalšího vraha Generála, ale ten umírá při bizarní nehodě – ve spánku paní Munsonové ho vyruší kukačkové hodiny, což způsobí, že se zadusí cigaretou a spadne ze schodů. Další na řadě je Lump, který ale svou neschopností způsobí vlastní smrt, když se střelí do hlavy. Nakonec zůstává jen Dorr, který si užívá svůj triumf, dokud na něj z mostu nespadne část sochy, což ho zabije.
Když se paní Munsonová dozvídá o penězích, které zloději zanechali, pokusí se vše nahlásit policii. Ta jí však nevěří, považuje ji za senilní a doporučí jí, aby si peníze nechala. Paní Munsonová se rozhodne je věnovat své milované Bob Jones University.
Film končí scénou, kdy Pickles upustí Pancakeův prst na odpadní bárku, čímž uzavírá koloběh absurdity a tragédie.

## Obsazení
| Tom Hanks      | Goldthwaite Higginson Dorr |
| Irma P. Hall   | Marva Munson               |
| J. K. Simmons  | Garth Pancake              |
| Marlon Wayans  | Gawain MacSam              |
| Tzi Ma         | Generál                    |
| Ryan Hurst     | Lump Hudson                |
| Diane Delano   | Mountain Girl              |
| George Wallace | sheriff Wyner              |